# Grands thermes de Bagnères-de-Bigorre

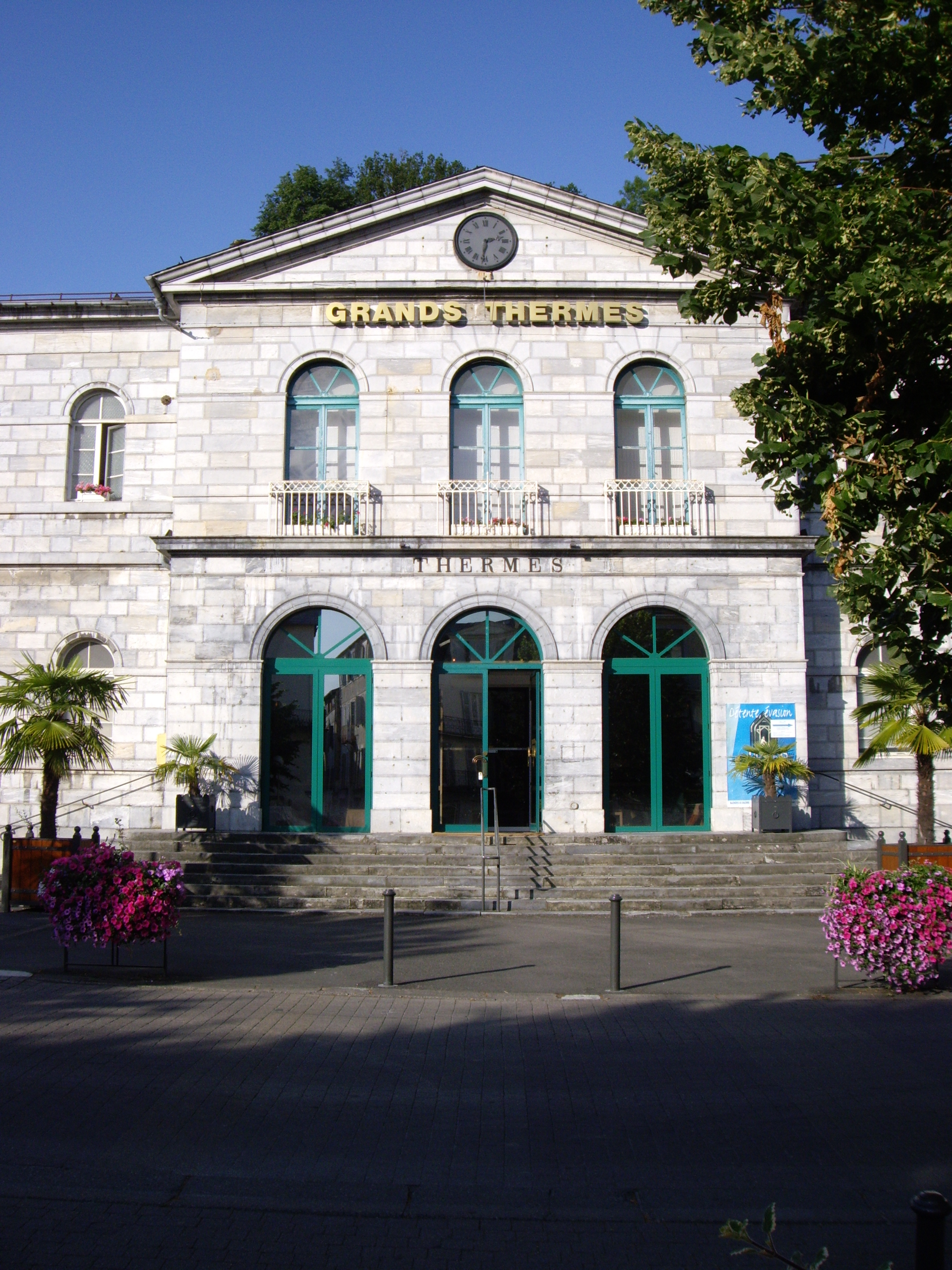
Grands Thermes de Bagnères-de-Bigorre

L’établissement des Grands Thermes est un établissement thermal situé à Bagnères-de-Bigorre, dans le département des Hautes-Pyrénées en région  Occitanie.
L’établissement occupe un important bâtiment classique, caractéristique de l’architecture du XIXe siècle. Madame la Dauphine, Marie-Thérèse-Charlotte, fille de Louis XVI, pose la première pierre des Thermes Marie Thérèse, ancêtre de l’établissement thermal actuel, en 1823. Le bâtiment est inauguré en 1828.
Aujourd’hui géré par la SEMETHERM Dt, il accueille plus de 8500 curistes qui chaque année profitent des qualités thérapeutiques des eaux thermales, pour des cures en rhumatologie, affections psychosomatiques et voies respiratoires, avec possibilité d’effectuer une double orientation.
L’eau thermale, particulièrement abondante à Bagnères-de-Bigorre, provient de plusieurs sources naturelles et souterraines. Captée à près de 200 mètres de profondeur au niveau des couches de sol abritées des pollutions de surface par 2 forages (Reine et Régina), cette ressource thermale, véritable « don de la terre » est naturellement chaude (50 °C). Son origine résulte du lent cheminement des eaux de pluie qui, après avoir traversé la roche, circulent progressivement sous terre allant jusqu’à 1000 mètres de profondeur. Durant son très long parcours souterrain (plusieurs dizaines d’années), l’eau s’enrichit et dissout les sels minéraux des sous-sols qu’elle traverse, devenant ainsi sulfatée, calcique et magnésienne.
L’eau thermale, chargée en oligo-éléments, possède par ailleurs des vertus antalgiques, antispasmodiques et myorelaxantes,  largement mise à profit par l’organisme de la clientèle curiste ou de remise en forme.

Sélection de vues des Grands thermes.
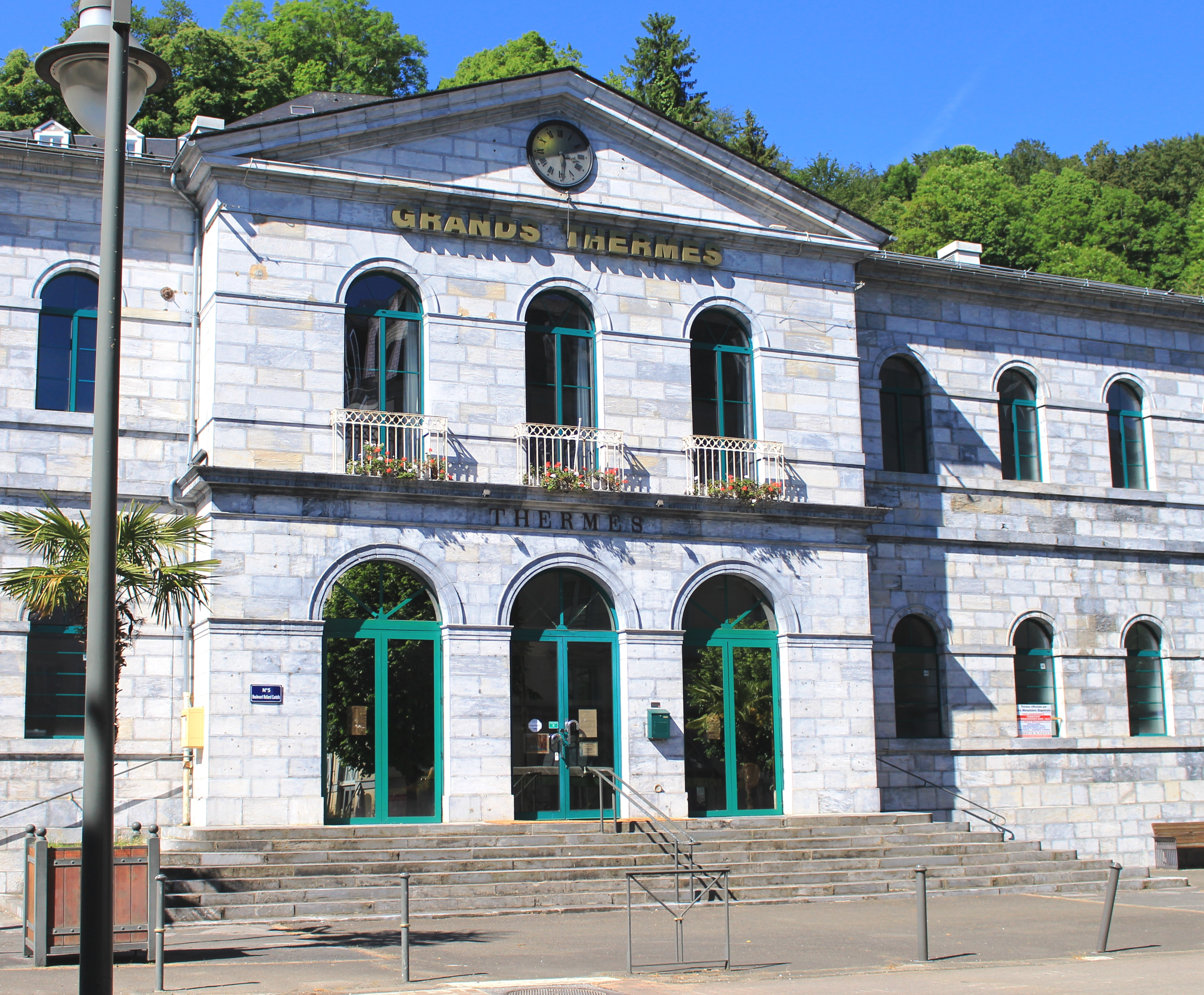
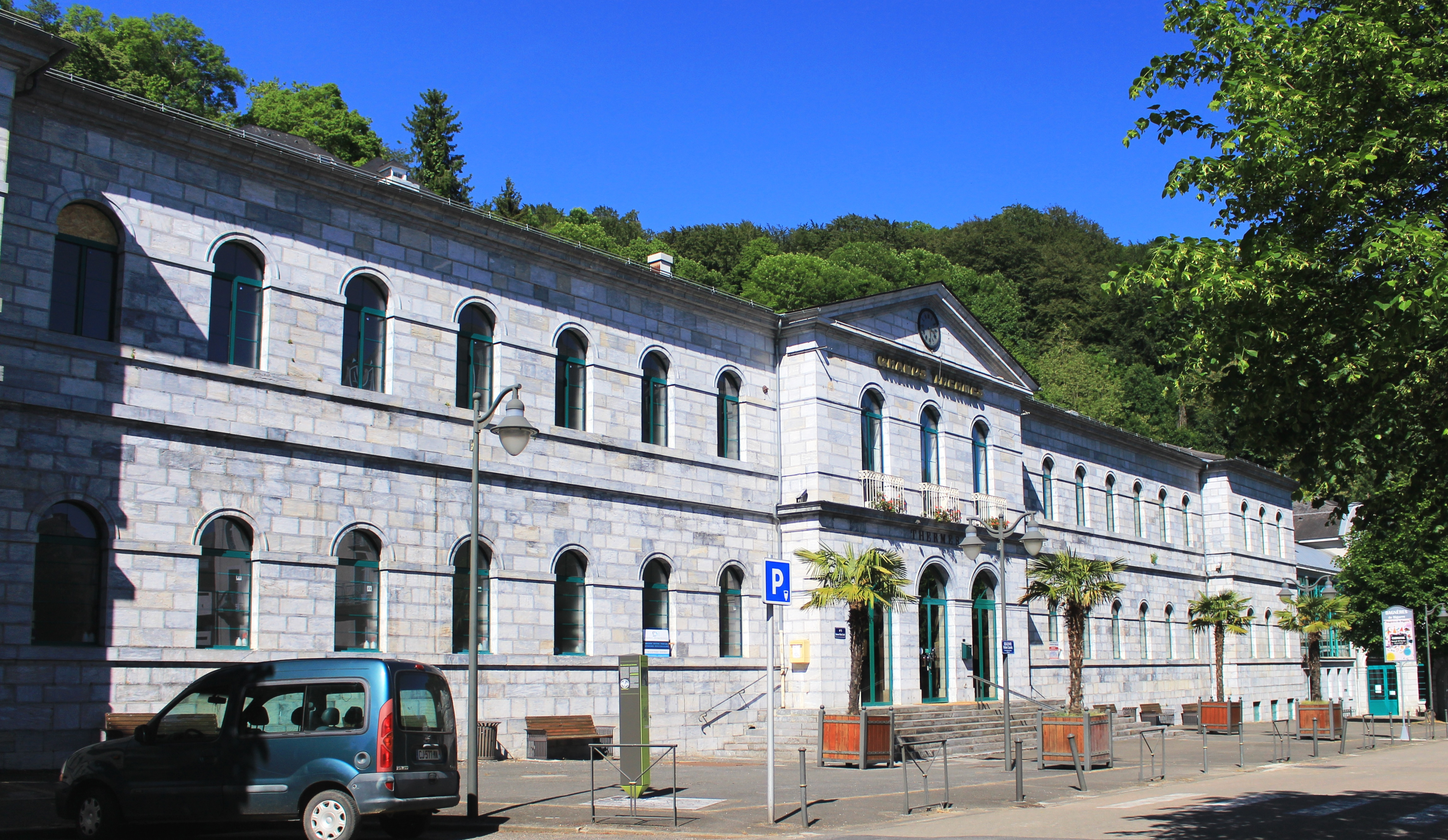